# Édon
Édon (okzitanisch Aidon) ist eine Gemeinde mit 272 Einwohnern (Stand 1. Januar 2022) im westfranzösischen Département Charente in der Region Nouvelle-Aquitaine.

## Lage
Édon liegt in einer Höhe von etwa 150 Metern ü. d. M. etwa 31 Kilometer (Fahrtstrecke) südöstlich von Angoulême in der alten Kulturlandschaft des Angoumois. Der kleine Bach Manore mündet auf dem Gemeindegebiet in das Flüsschen Lizonne.

## Bevölkerungsentwicklung
| Jahr      | 1962 | 1968 | 1975 | 1982 | 1990 | 1999 | 2016 |     |
| Einwohner | 278  | 284  | 256  | 286  | 306  | 224  | 240  | 252 |

In der ersten Hälfte des 19. Jahrhunderts stieg die Einwohnerzahl der Gemeinde auf etwa 875 Einwohner an, um danach infolge der Reblauskrise im Weinbau und der Mechanisierung der Landwirtschaft auf die Tiefststände der letzten Jahrzehnte abzusinken.

## Wirtschaft
Die Einwohner von Édon lebten jahrhundertelang von der Landwirtschaft; die Böden der Gemeinde gehören zu den Bons Bois des Weinbaugebietes Cognac, doch sind die Absätze bei teuren Weinbränden in den letzten Jahrzehnten eher rückläufig, so dass der Weinbau keine dominierende Rolle mehr spielt. Einnahmen aus dem Tourismus, insbesondere der Vermietung von Ferienwohnungen (gîtes), spielen seit den 1960er Jahren eine nicht unwichtige Rolle für die Einnahmen der Gemeindekasse.

## Geschichte
Zwei antike Römerstraßen von Angoulême bzw. Saintes nach Périgueux trafen sich auf dem Gebiet der Gemeinde. Die romanische Kirche weist auf einen bereits im Mittelalter existierenden Ort hin.

## Sehenswürdigkeiten

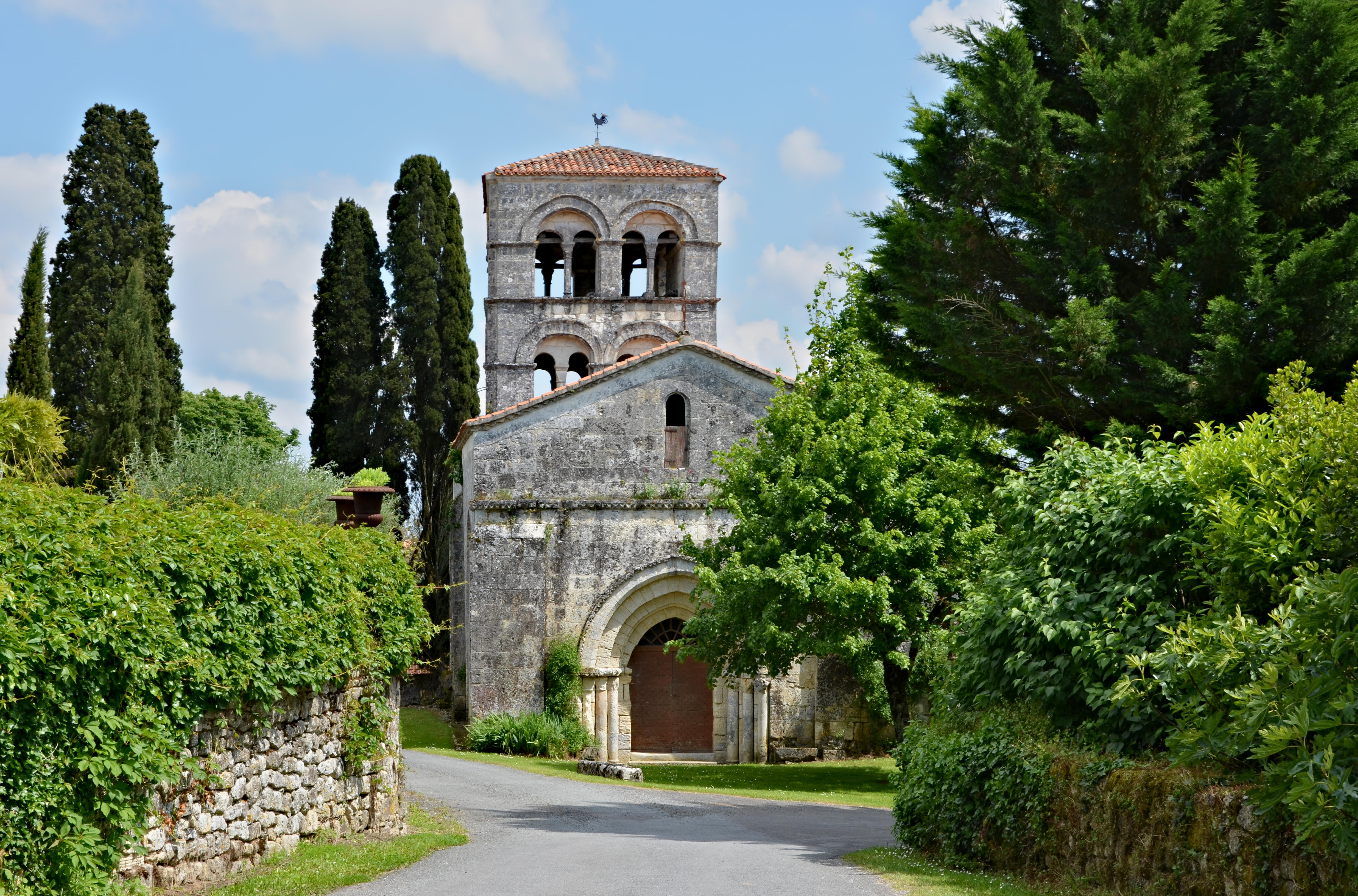
Kirche aint-Pierre

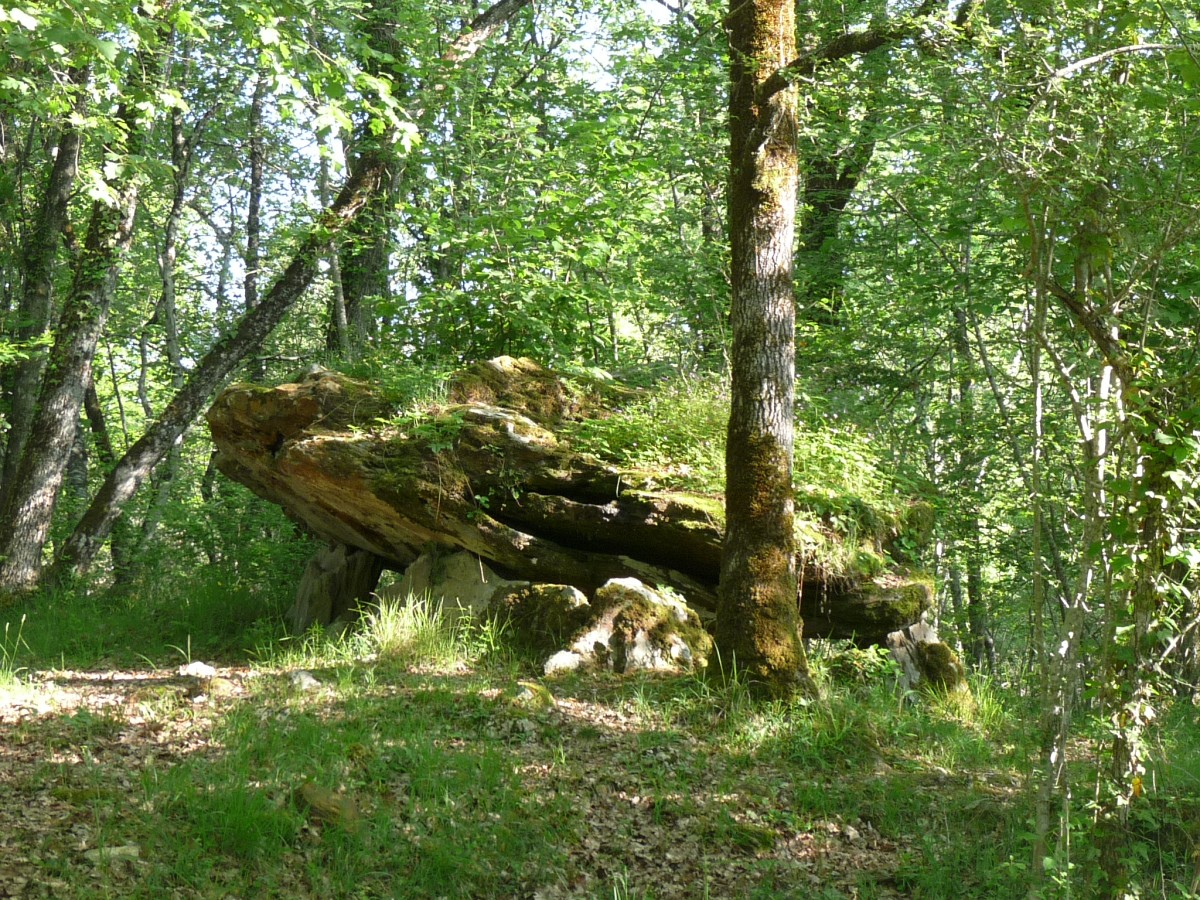
Dolmen de Pierre Rouge

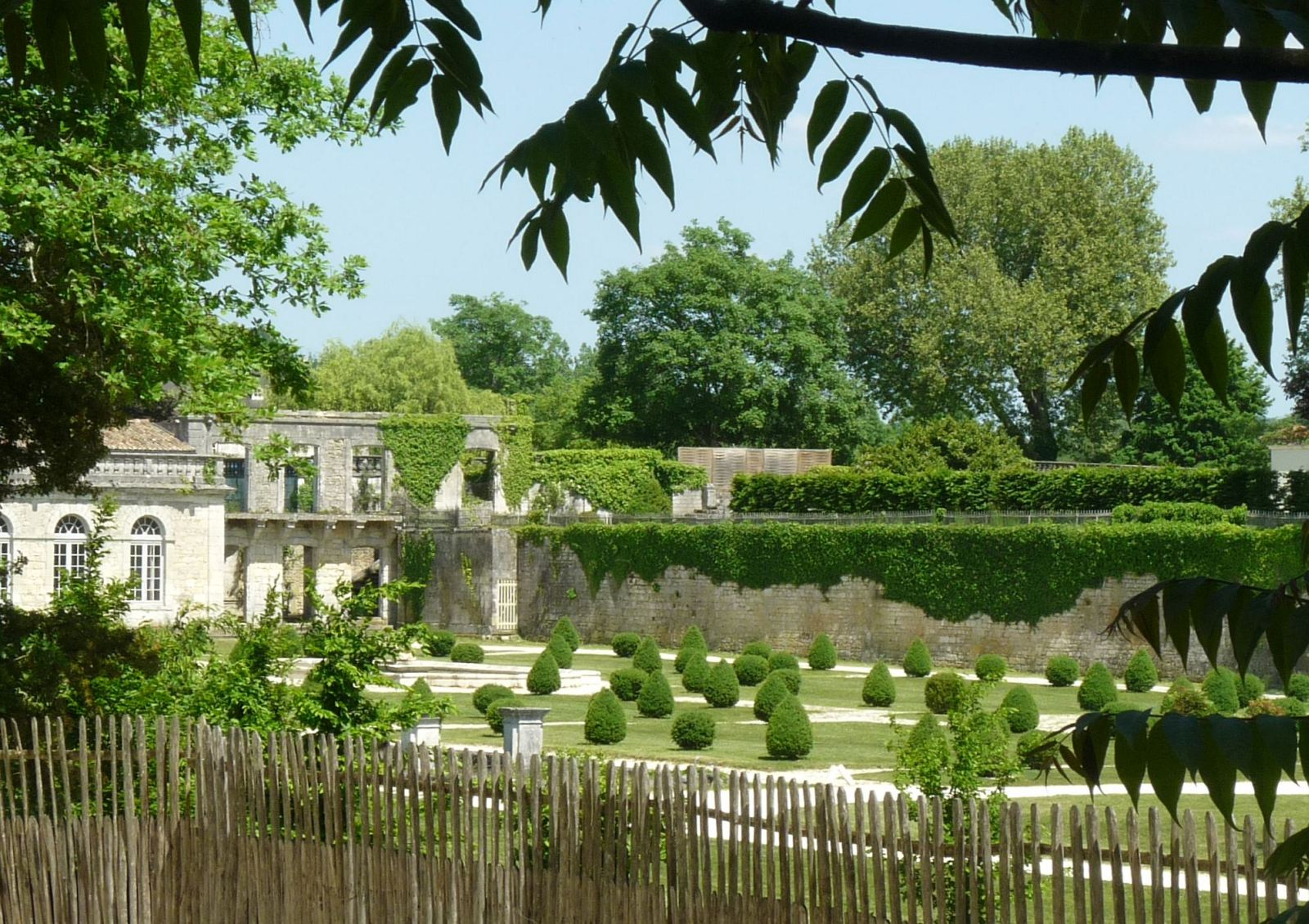
Château de la Rochebeaucourt

- Die romanische Pfarrkirche Saint-Pierre stammt in Teilen wohl noch aus dem 11. Jahrhundert, sie wurde aber im 15. Jahrhundert verändert. Die Westfassade mit ihrem Archivoltenportal ist nur durch ein schmales Gesims mit einem Diamantstabdekor horizontal gegliedert, aber ansonsten nicht durch figürliche oder andere Dekorelemente betont. Der durch drei Gesimse unterteilte Vierungsturm überzeugt hingegen durch zwei von Fenster- bzw. Schallöffnungen durchbrochene Geschossebenen. Das Untergeschoss des Turmes sowie die Apsis sind durch dreiviertelhohe Strebepfeiler stabilisiert und gegliedert. Die mit kleinen Steinschindeln (lauzes) gedeckte Apsis hat lediglich ein kleines Mittelfenster; unter der Dachtraufe verläuft ein Konsolenfries. Das ehemals einschiffige Innere mit seiner kleinen Apsis wurde im 15. Jahrhundert durch den Anbau eines Seitenschiffs auf der Südseite vergrößert; beide Schiffe sind mit einer flachen Holzdecke überspannt. Der Bau ist seit dem Jahr 1965 als Monument historique[1] anerkannt.
- Das heutige Rathaus (mairie) bezieht den Rundturm eines mittelalterlichen Gebäudes mit ein.
- Etwas außerhalb des Ortes (45° 30′ 13″ N, 0° 21′ 21″ O) befindet sich die sogenannte Nekropole von Édon, bei der es sich um mehrere jungsteinzeitliche Megalithanlagen ( zwei Dolmen) und einen Menhir handelt, die sich – etwa einen Kilometer voneinander entfernt – in einem Waldgrundstück befinden. Das Ensemble ist seit 1989 als Monument historique[2] anerkannt.
- Nach einem von deutschen Militäreinheiten verursachten Brand des Jahres 1944 stehen vom im 16. Jahrhundert erbauten und im 19. Jahrhundert komplett restaurierten Château de la Rochebeaucourt (45° 29′ 13″ N, 0° 22′ 33″ O) nur noch kleinere Gebäudeteile. Die Gartenanlage mit dem erhaltenen Orangerie-Gebäude ist jedoch beinahe idyllisch zu nennen. Das Ensemble befindet sich in Privatbesitz und wurde im Jahr 1990 als Monument historique[3] eingestuft.
- Auch eine Mitte des 19. Jahrhunderts erbaute kleine Manufaktur zur Herstellung von Papier ist als schützenswert anerkannt.[4]
- Ein etwa dreistündiger ausgeschilderter Wanderweg führt zu allen wichtigen Sehenswürdigkeiten des Ortes – darunter befindet sich auch ein ungedeckter Waschplatz (lavoir) aus dem 19. Jahrhundert.